# Ochotona nigritia
Ochotona nigritia är en ifrågasatt art av piphare som beskrevs år 2000 av Gong et al.. Den placeras i släktet Ochotona och familjen Ochotonidae.
Djuret upptäcktes 2000 i Yunnan-provinsen i Kina, men var länge bara känd utifrån fyra individer. Artens giltighet har ifrågasatts, och vissa studier indikerar att det rör sig om melanistiska individer av Ochotona forresti.
År 2011 rapporterade en grupp från WWF på en expedition till West Kameng i Indien att de observerat två svarta pipharar på en närmare 4000 meters höjd i orört skogsområde i Thembang Bapu.
Ingen av de sex endemiska arterna av pipharar som lever i Kina är lätta att observera och det har inte gjorts några riktiga populationsstudier.
Utöver att den till utseendet påminner om mycket mörka Ochotona forresti är inget känt om djuret.